# النجمه الحمراء (الملاح)

تعديل مصدري - تعديل

النجمه الحمراء هي إحدى قرى عزلة الملاح بمديرية الملاح التابعة لمحافظة لحج، بلغ تعداد سكانها 149 نسمة حسب تعداد اليمن لعام 2004.